# Aqua Marcia

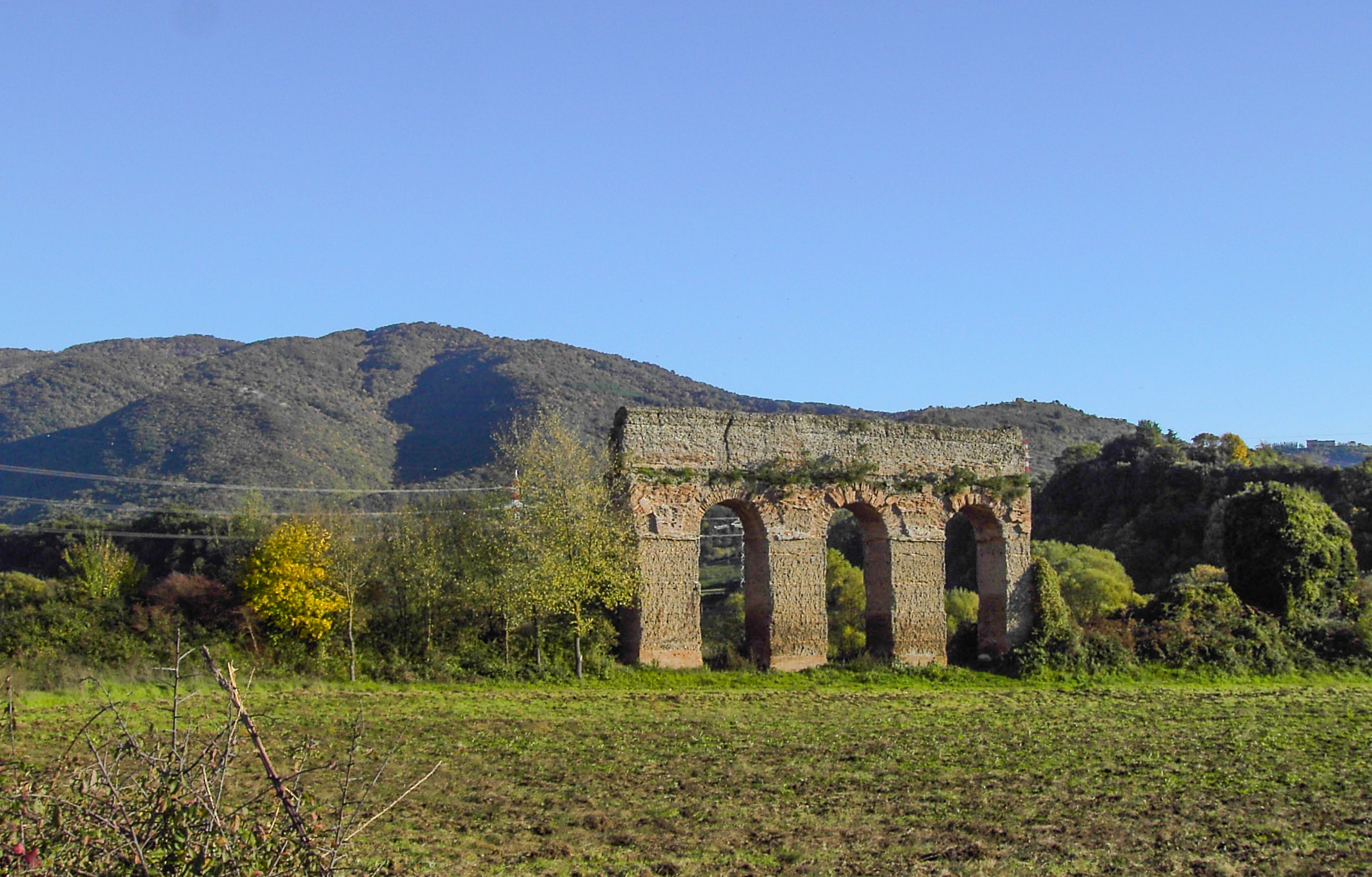
Relikty akvaduktu u Tivoli.

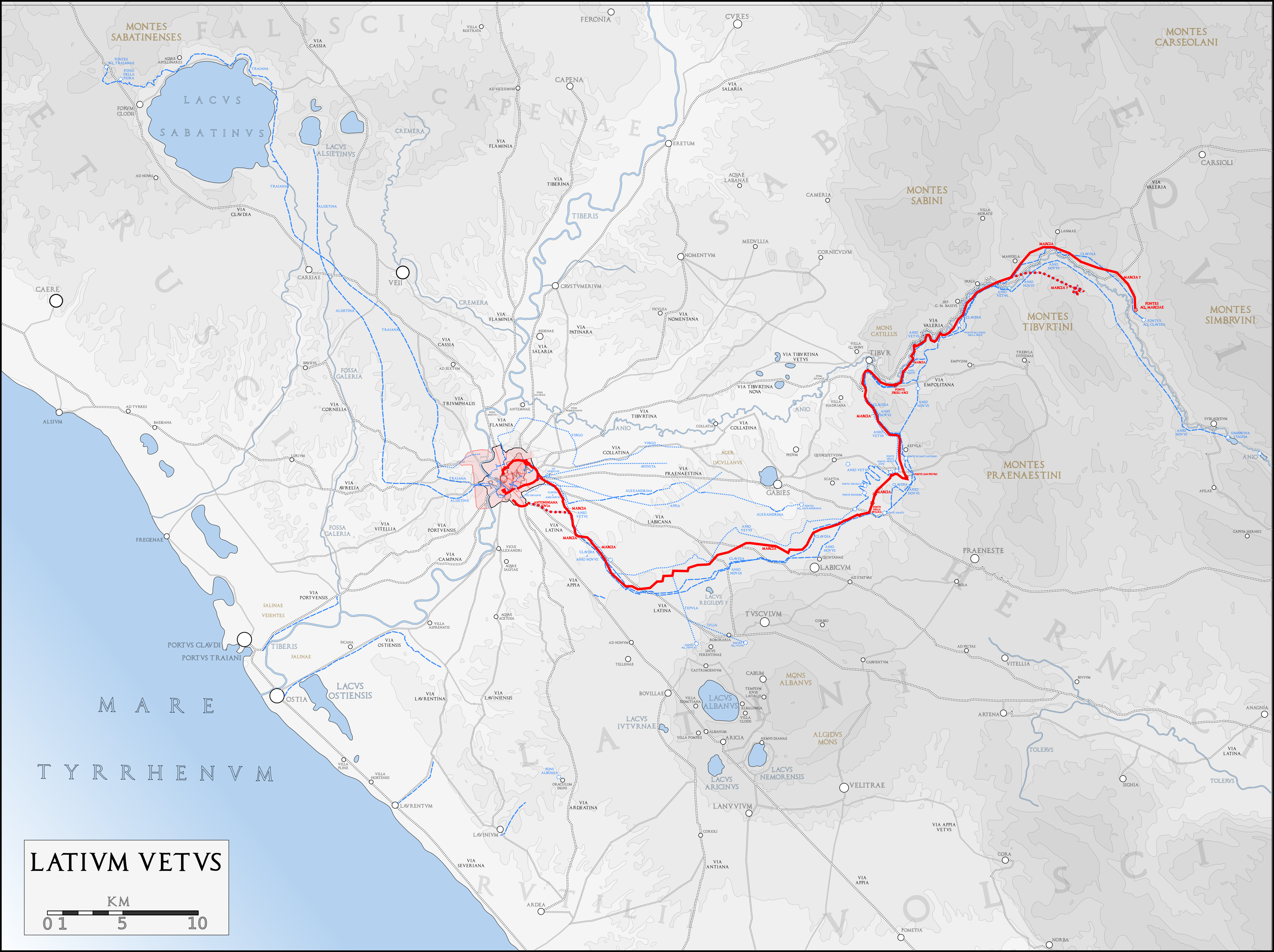
Trasa akvaduktu.

Aqua Marcia byl nejdelší z 11 akvaduktů zásobujících vodou antický Řím. Stále funkční akvadukt Acqua Felice pocházející z roku 1586 na mnoha úsecích kopíruje trasu někdejšího Aqua Marcia.

## Historie
Aqua Marcia byl zbudován v letech 144–140 př. Kr. praetorem Quintem Marciem Rexem (předkem Julia Caesara), po kterém byl také pojmenován. Sledoval trasu Via Tiburtina do Říma a do města vstupoval v jeho východní části u Porta Tiburtina. Akvadukt byl známý svou studenou a čistou vodou.
Většina stavby byla zaplacena díky kořisti z plenění města Korint v roce 146 př. Kr. a ze zničení Kartága na konci Třetí punské války, které proběhlo ve stejném roce. Voda zajišťovaná tímto akvaduktem byla důležitou složkou, umožňující vývoj Říma, který byl na svou dobu obrovskou aglomerací.
Zdroje akvaduktu se nacházely poblíž dnešních měst Arsoli a Agosta ve více než 91 km vzdáleném údolí řeky Anio. Toto umístění v kopcích východně od města bylo vybráno i pro další aukvdaukty jakými byly Anio Vetus, Anio Novus a Aqua Claudia. Stejný zdroj vody je používán i pro dnešní akvadukt.
Aqua Marcia dodával vodu na nejmenší ze sedmi římských pahorků Viminál a následně do čtvrti Caelius, na pahorek Aventin, Palatin a Kapitol. Přivedení vody na pahorek Kapitol vyvolalo jistou kontroverzi, neboť tradicionisté upozorňovali na pasáž v Sibylině knize, která před přivedením vody na Kapitol varovala.
V roce 33 př. Kr. byl akvadukt opraven Agrippou a později znovu Augustem, což dokazuje záznam ,který byl později vytvořený na oblouku Porta Tiburtina. Augustus také zdrojnici rozšířil jejím připojením na další zdroj – Aqua Augusta, čímž zdvojnásobil propustnost. Většina vody byla odčerpávána soukromými obyvateli města k jejich vlastnímu užití, takže v Neronově době byl akvadukt téměř kompletně využit. Zdrojnice byla opět rozšířena pozdějšími císaři. V době kdy Frontinius měřil městské akvadukty, tedy asi v roce 97, Aqua Marcia byl schopen dodávat 187 600 000 litrů vody denně (tedy více než 2171 litrů za vteřinu). Byl to druhý největší akvadukt v Římě.